# Labidura herculeana
Labidura herculeana – gatunek skorka z rodziny obcężnicowatych, endemiczny dla Wyspy Świętej Heleny. W 2014 roku został oficjalnie uznany za gatunek wymarły. L. herculeana był największym znanym gatunkiem skorka, długość dorosłych osobników wynosiła do 84 mm. Do wyginięcia przyczyniły się prawdopodobnie zawleczone na wyspę gryzonie i wije.